# Мондер, Александр
Александр Элсдон Мондер (англ. Alexander Elsdon Maunder; 3 февраля 1861, Локсбир — 22 февраля 1932, Бикли, Девон) — британский стрелок, чемпион и призёр летних Олимпийских игр.
Мондер принял участие в летних Олимпийских играх в Лондоне в стендовой стрельбе. Он стал олимпийским чемпионом в командной стрельбе и бронзовым призёров в индивидуальной.
На следующих летних Олимпийских играх 1912 в Стокгольме Мондер участвовал в тех же дисциплинах. Он занял второе место среди команд и 49-е среди отдельных спортсменов.